# Kempten (Allgäu)
A délnyugat-bajorországi Kempten (Allgäu) az Allgäu-vidék központja, az egyik legrégebbi iskolaváros Németországban. Lakosainak száma 62 000 fő. Kempten a térség közlekedési csomópontja, az A7-es autópálya mellett fekszik. Az Iller folyó partján elterülő város változatos lehetőségeket kínál a szabadidő eltöltéséhez. Lakosainak száma 70 713 fő (2023. december 31.).

## Fekvése
Az A7 jelű autópálya mellett fekvő település.

## Népesség
| Lakosok száma | 2704 | 39 821 | 56 663 | 59 369 | 65 044 | 65 624 | 67 529 | 68 907 | 69 053 | 70 713 |
|               | 1808 | 1950   | 1970   | 1987   | 2013   | 2014   | 2016   | 2019   | 2021   | 2023   |

## Története
A várost a görög geográfus, Sztrabón említette először Cambodunum néven, amely Raetia római provincia legjelentősebb városainak egyike, majd tartományi főváros volt, így egyike a legrégebbi német városoknak. Kambodounon néven (vár a folyó kanyarulatánál) még a kelták alapították. Római utódját, Cambodunumot 259-ben az alemannok lerombolták. Fórumának, templomának fürdőjének és lakóházainak alapjait az 1 800-as évek végén kezdték feltárni.
1289-ben I. Rudolf német király kiváltságlevelet adott a településnek, kezdetét veszi a birodalmi várossá fejlődés folyamata. 1525-ben teljes jogú szabad birodalmi város lett. 1633-ban a fejedelmi apátság és a birodalmi város kölcsönösen feldúlták egymást a császári és svéd csapatok segítségével. A fejedelmi apátság és birodalmi város Bajorország részévé vált és végül 1818-ban egyesült. 1972-ben a városhoz csatolták Sankt Mang és Sankt Lorenz településeket.

## Látnivalók, nevezetességek
- St. Lorenz bazilika - 1650-1666 között épült. Michael Beer és Johann Serro irányításával. Mai alakját a 18. század közepén kapta, amikor az oldalhajók falát megbontották, ekkor képezték ki a rokokó körkápolnákat. Homlokzata négyzetes tagolású, hajója gömbölyded; jelentékeny kora barokk templom.
- St. Mang templom - Ez a város legrégebbi temploma, mely 1426-1440 között az egykor itt portyázó magyarok által lerombolt benedekrendi kolostor alapfalaira épült. A 66 méter magas torony mögött húzódó háromhajós bazilikát a 16. század elején bővítették.
- A hercegapátok rezidenciája
- CamboMare élményfürdő
- Allgäu Múzeum
- Alpesi Múzeum
- Karácsonyi vásár
- Zumstein-ház
- APC Régészeti Park

## Testvérvárosai
- Bad Dürkheim, Németország
- Quiberon, Franciaország
- Sligo, Írország
- Sopron, Magyarország
- Trento, Olaszország